# Boże (województwo warmińsko-mazurskie)

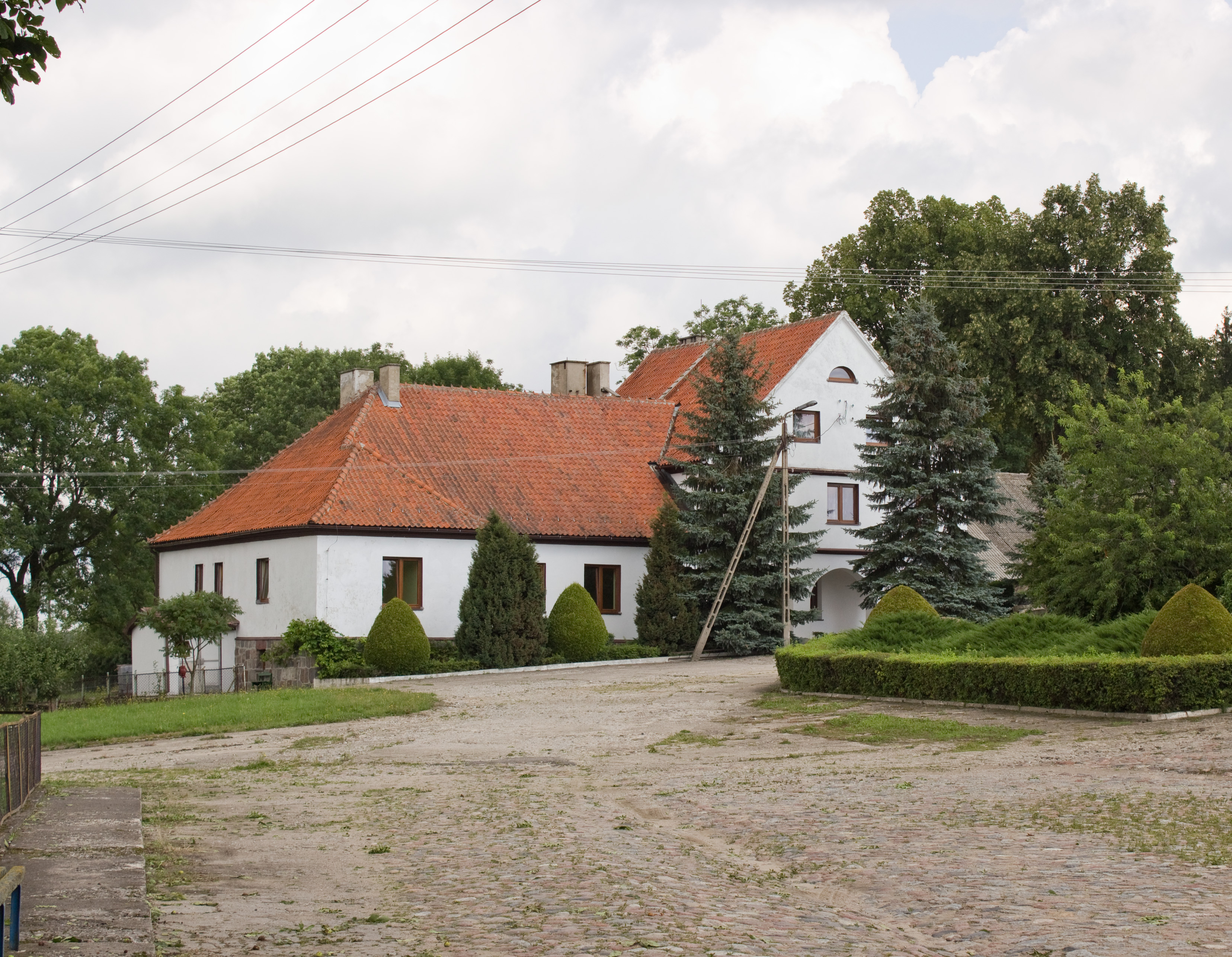
Boże – dwór

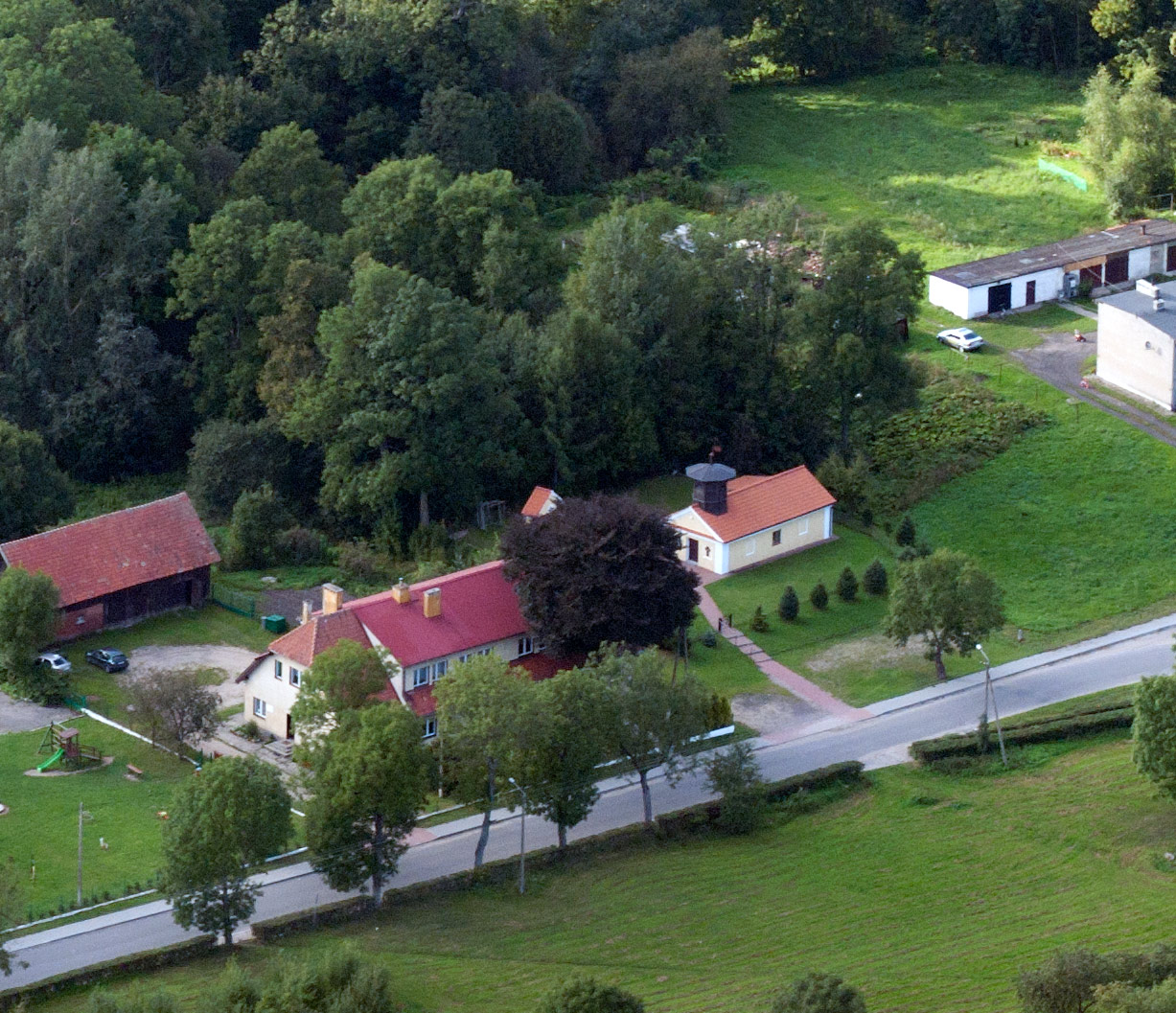
Boże – kaplica

Boże (niem. Bosemb) – wieś w Polsce położona w województwie warmińsko-mazurskim, w powiecie mrągowskim, w gminie Mrągowo. W latach 1975–1998 miejscowość administracyjnie należała do województwa olsztyńskiego.
Sołectwo Boże obejmuje miejscowości: Boże, Boże Małe i Brodzikowo. W Bożem istnieje klub piłkarski: GLKS „Salęt” Boże, który występuje w A-klasie. Dawniej nazwa wsi zapisywana była także jako: Bosem, Buessen, Bosen, Bosemb, Bussen. Dawne mauzoleum Suchodolców jest kościołem filialnym kościoła parafialnego w Szestnie.

## Historia wsi
Wieś lokowana w 1370 r. na prawie chełmińskim, kiedy to wielki mistrz Winrich von Kniprode nadał ośmiu braciom Reimannom majątek ziemski wielkości 57 włók (około 952 ha). Według P. Glassa, bracia Reimannowie mieliby pochodzić ze Szwabii, gdzie w pobliżu Riedlingen istniał zamek Bussen. Bardziej prawdopodobne jest jednak, że nazwa Bussen pochodzi od lasu (w 1326 r. pod nazwą Bosin) lub jeziora (obecnie łąki, w 1369 pod nazwą Bosym) i ma pochodzenie staropruskie (od imienia Bosite-Boisite albo Busse-Buze). Według Kasiskego, nadanie z 1370 r. miało charakter dobra służebnego, z obowiązkiem służby konnej w zbroi.
W rejestrze czynszowym z 1437 wymieniono daninę płużną z Bożego. Kościół w Bożem przed reformacją figurował jako parafia zaliczana do archiprezbiteratu reszelskiego. Transakcja z 1467 r. wskazuje, że dobra w Bożem uległy podziałom na mniejsze, bowiem Erazm Compasch (według Kętrzyńskiego Konopacki) skupował w tym rejonie drobne posiadłości i w owym roku nabył też w Bożym 7 włók od Jakuba von Sellen. W 1490 r. inny tutejszy szlachcic Hans von Zantern sprzedał 17,5 włóki niejakiemu Frycowi Milgedeinowi. Kościół we wsi wymieniany jest w dokumentach z 1531 r. (ale musiał istnieć już wcześniej i przed reformacją należał do dekanatu w Reszlu). Od czasów krzyżackich istniał też młyn wodny. W 1562 właścicielami 57 włók w Bożem była rodzina von Schlubhut (mieli też 44 włóki w Stamce). Pośród właścicieli Bożego wymieniani są także Komorowscy i Suchodolscy z Suchodolec.
Po 1737 r. przy kościele powstała szkoła wiejska. We wsi na miejscu zrujnowanego kościoła w 1754 wybudowane zostało rodowe mauzoleum Suchodolców (Suchodolskich – znana rodzina ariańska). W 1785 r. we wsi były 23 domy. W XVIII w. odbywały się w Bożem corocznej 4 jarmarki. W latach 1815–1821 Boże było określano jako szlachecka wieś kościelna, w której zamieszkiwało 156 osób. W 1882 r. kościół rozebrano a wieś Boże włączona została do parafii luterańskiej w Szestnie. Włoki należące do plebana zostały zlicytowane. Mauzoleum Suchodolców odnowiono w 1833. W 1833 r. w Bożem było tylko 10 domów i 152 mieszkańców (wliczając dwie gajówki), w tym czasie wieś była już uwłaszczona. W 1848 r. Boże określane było jako wieś i majątek a było tu łącznie 9 domów i 143 mieszkańców. W 1870 r. w miejscowości było 200 mieszkańców.
W 1885 właścicielem dóbr Boże po rodzinie von Suchodletz został Ferdynand Rogalla von Bieberstein z Baranowa. W 1900 r. majątek obejmował ponad 90 włók ziemi, hodowano w nim konie, bydło, trzodę chlewną i owce, funkcjonowała mleczarnia parowa, cegielnia, tartak oraz zakład ogrodniczo-handlowy.
W 1911 r. jednoklasowa szkoła wiejska mieściła się już w nowym budynku. Rogalla w 1920 sprzedał majątek Wschodnio-Pruskiej Izbie Rolniczej (Ostpreussische Landesgesellschaft). Majątek ziemski razem z folwarkiem miał powierzchnię prawie 800 ha. Funkcjonowały tu mleczarnia, młyn, tartak i cegielnia. W kolejnych latach część majątku rozparcelowano na gospodarstwa chłopskie i osadzono przesiedleńców niemieckich z Wołynia oraz założono leśniczówkę, która strzegła też tutejszej suszami nasion. Pozostałe gospodarstwo rolne specjalizowało się w hodowli kwalifikowanych sadzeniaków kartofli oraz ziarna siewnego zbóż i roślin pastewnych. Swoje pola doświadczalne miało także Wschodniopruskie Towarzystwo Hodowli Nasion Nordost. Do majątku należała cegielnia, którą unowocześniono i dzięki specjalnej suszarni mogła pracować także zimą, osiągając roczną wydajność 6 mln sztuk cegieł.
W urzędowym spisie z 1928 roku Boże określono jako „wieś, cegielnia, majątek i wybudowanie” (mianem wybudowania na Mazurach określano kolonię), liczące łącznie 543 mieszkańców. W 1935 r. do tutejszej szkoły uczęszczało 63 dzieci. W 1938 podczas akcji germanizacyjnej ówczesne władze nazistowskie Prus Wschodnich zastąpiły dotychczasową nazwę historyczną sztuczną formą Bussen. W 1939 r. we wsi było 518 mieszkańców i znajdowało się 111 gospodarstw domowych, w tym 61 rolniczych, z których 28 miało wielkość w granicach 10–20 ha, trzy w przedziale 20–100 ha, i dwa o powierzchni ponad 100 ha.
W 1945 r. wszyscy mieszkańcy wsi wraz ze swoim mieniem pozostali na miejscu. Po II wojnie światowej w Bożem funkcjonował PGR. W 1973 r. do sołectwa Boże należały także Boże Małe oraz Brodzikowo.
W 2012 r. we wsi było 517 mieszkańców.

## Zabytki
- Kościół z XVIII w., dawne mauzoleum Suchodolców.
- Klasycystyczny dwór wybudowany w 1848 roku. Dwór na osi elewacji wzdłużnych posiada obustronne ryzality. Ryzalit od strony dawnego parku na poziomie pierwszego piętra posiada arkady w których mieszczą się okna oraz na skrajach posągi. Z centralnej arkady na poziomie pierwszego piętra przejście na taras. Wsparty na kolumnach taras osłania wejście do dworu. Dwór nakryty jest dachem naczółkowym. Współcześnie w budynku mieści się szkoła podstawowa.
- Budynek rządówki z arkadowym podcieniem od frontu.
- Budynki gospodarcze z końca XIX i początków XX wieku.
- Park XIX wiek – numer rejestru 3596 z 1984-04-13.
- grodzisko po fortyfikacji rycerskiej z okresu krzyżackiego – relikty budowli znajdujące się na zachód od kaplicy – przypuszczalnie niewielkiej krzyżackiej wieży obronnej. Funkcjonowała ona po zasiedleniu tych terenów przez Zakon Krzyżacki w 2 poł. XIV w., lub też na początku XV wieku. Badania jej pozostałości prowadził Tomasz Nowakiewicz w 1998 roku. Stanowisko interpretowane jest jako siedziba rycerska z okresu państwa krzyżackiego[4].
- grodzisko plemienia Galindów położone na północ od wsi. Datowane na 2 poł. X–X/XI wieku. Niewielkie i zniszczone. Odkryto tu m.in. kamienne podwaliny budynku o charakterze mieszkalnym. Grodzisko, wraz z towarzyszącą mu od wschodu osadą otwartą pełniło prawdopodobnie rolę prestiżowej siedziby galindzkiego możnowładcy. Badania prowadził tu w 1997 r. Tomasz Nowakiewicz.

## Ludzie związani z miejscowością
- We wsi Boże urodził się trener piłkarski Udo Lattek.
- Jakub Głodkowski (1682-1765) kaznodzieja ewangelicki, pisarz, tłumacz. Pochodził z rodziny szlacheckiej. W 1713 został rektorem szkoły w Mikołajkach a w 1715 proboszczem wsi Boże.